# Nestařec americký
Nestařec americký (Ageratum houstonianum) pochází ze Severní i Jižní Ameriky, kde je víceletý. V Česku je jeho život venku omezen na období od posledních jarních do prvních podzimních mrazíků. Zahradnicky je velmi cenný a remontuje (opakovaně kvete) po celé léto. Nové chomáčky květenství překrývají odkvetlé, takže rostlina je stále barevně svěží.

## Synonyma
- Nestařec mexický (Ageratum mexicanum Sims)

## Původ a rozšíření
Rod pochází z Peru a Mexika, v našich podmínkách představuje zástupce nepravých letniček.

## Vzhled a rozmnožování
Je to kompaktní keřovitá rostlina (25 × 30 cm) s hustšími, vejčitými, sytě zelenými listy. Okolíky fialově modrých květenství dosahují 6–8 cm v průměru. Má vysoký a nízký vzrůstový typ. Nízký se hodí k záhonovým výsadbám nejrůznějších stylů. Pro ornamentální výsadby se dříve používaly rostliny vypěstované ze zelených řízků. Dnes se stále více uplatňují kultivary vyrovnané ve všech znacích i při množení semenem. Takový je např. kultivar 'Tetra Blue Mink'; je
poněkud robustnější a má větší květenství v Česku starší kultivary 'Modrá hvězda' nebo bílý 'Little Dorrit'.
Modře kvetoucí kultivar je výborným komponentem téměř ke všem záhonovým letničkám. S čistými barvami např. červené šalvěje (Salvia splendens), žlutých aksamitníků (Tagetes), bílé iberky (Iberis) dává výrazné barevné efekty. Jako doplněk k pestrobarevným směsím působí zklidňujícím dojmem. Vysoký kultivar 'Bukett' je méně rozšířen, hodí se však dobře k řezu, zvláště jako doplněk.
Sazenice z únorového výsevu se zaštipují, aby se koncem května vysadily již urostlé rostliny s prvními květy.

## Květy a kvetení
- Doba kvetení: květen až říjen
- Barva květů: růžová, modrá, fialová

## Ekologie
Prospívá mu výsluní, dostatek vláhy a nakypřená půda.

## Cizojazyčné názvosloví
- Anglicky: Bluemink
- Německy: Leberbalsam